# Huawei P40 lite 5G
Huawei P40 lite 5G — смартфон, розроблений компанією Huawei. Є однією з варіацій Huawei P40 lite, особливістю якої стала підтримка 5G. Був представлений 15 травня 2020 року. В деяких країнах смартфон продається під назвою Huawei Nova 7 SE. 16 жовтня 2020 року в Китаї був представлений Huawei Nova 7 SE 5G Youth, що є спрощеною версією Nova 7 SE.

## Дизайн
Екран виконаний зі скла. Корпус виконаний з глянцевого пластику.
Знизу розташований роз'єм USB-C, динамік, мікрофон та 3.5 мм аудіороз'єм. Зверху розміщений другий мікрофон. З лівого боку розташований  слот під 2 SIM-картки у Nova 7 SE 5G Youth або під 2 SIM-картки і карту пам'яті формату Nano Memory до 256 ГБ у P40 lite 5G. З правого боку розміщені кнопки регулювання гучності та кнопка блокування смартфона, в яку вбудований сканер відбитків пальців.
Huawei P40 lite 5G продається в 3 кольорах: чорному (Midnight Black), сріблястому (Space Silver) та зеленому (Crush Green).
Huawei Nova 7 SE та Nova 7 SE 5G Youth продаються в 4 кольорах: чорному (Midnight Black), сріблястому (Space Silver), фіолетовому (Midsummer Purple) та зеленому (Crush Green).

## Технічні характеристики

### Платформа
Huawei P40 lite 5G отримав процесор Kirin 820 з підтримкою 5G та графічний процесор Mali-G57.
Huawei Nova 7 SE 5G Youth отримав процесор MediaTek Dimensity 800U 5G та графічний процесор Mali-G57 MC3.

### Батарея
Батарея отримала об'єм 4000 мА·год, підтримку 40-ватної швидкої зарядки та зворотної дротової зарядки на 5 Вт.

### Камера
Смартфони отримали основну квадрокамеру 64 Мп, f/1.8 (ширококутний) + 8 Мп, f/2.4 (ультраширококутний) + 2 Мп, f/2.4 (макро) + 2 Мп, f/2.4 (сенсор глибини) з фазовим автофокусом та здатністю запису відео в роздільній здатності 4K@30fps. Фронтальна камера  отримала роздільність 16 Мп, світслосилу f/2.0 (ширококутний) та можливість запису відео в роздільній здатності 1080p@30fps.

### Екран
Екран LTPS IPS LCD, 6.5", FullHD+ (2400 × 1080) зі щільністю пікселів 404 ppi, співвідношенням сторін 20:9 та овальним вирізом під фронтальну камеру, що знаходиться зверху в лівому кутку.

### Пам'ять
Huawei P40 lite 5G продається в комплектації 6/128 ГБ.
Huawei Nova 7 SE продається в комплектаціях 6/128, 8/128 та 8/256 ГБ.
Huawei Nova 7 SE 5G Youth продається в комплектаціях 8/256 та 8/512 ГБ.

### Програмне забезпечення
Смартфони працюють на EMUI 10 на базі Android 10 без сервісів Google Play. Для встановлення додатків використовується магазин додатків від Huawei AppGallery.
Huawei P40 Lite 5G був оновлений до EMUI 12 на базі Android 11, а Nova 7 SE та 7 SE 5G Youth — до HarmonyOS 2.0.